# Diana Engetschwiler
Diana Engetschwiler (* 14. März 1984 in Basel) ist eine Schweizer Unternehmerin und ehemalige Profi Volleyballspielerin der Schweizer Nationalmannschaft (Swiss Volley).

## Leben & Karriere
Als Neunjährige beginnt Diana Engetschwiler mit dem Volleyball-Training. Bis zum Alter von 23 Jahren spielt sie für das Schweizer National Team als Libero (bis 2007). Nebenbei absolviert sie einen Bachelor in Sportwissenschaften und anschliessend einen FIFA Master am CIES – Centre International d'Etude du Sport. 2005 repräsentierte sie die Schweiz bei der International Olympic Academy („IOA“) in Griechenland.
Nach ihrer Karriere als Profi-Sportlerin, gelang es ihr, eine zweite Karriere in der Wirtschaftswelt aufzubauen. Bis Ende 2022 war sie Vize-Chefin von Digitalswitzerland, einer schweizweiten, sektorübergreifenden Initiative, die das Ziel verfolgt, die Schweiz als führenden internationalen Standort für digitale Innovation zu stärken und zu festigen. 2022 wurde Engetschwiler vom Europaforum zur Impuls-Geberin 2022 ernannt und 2023 für den who's who women's award nominiert.

## Karriere
- Co-Founderin, WolfPak, 2023
- Senior Advisor, Digitalswitzerland, 2023
- Vize-Chefin, Digitalswitzerland, 2022
- Co-Founderin HerHack, Female Hackathon, 2021
- Project Managerin, FIFA Marketing Department, 2012–2016
- Profi Volleyballspielerin der Schweizer Nationalmannschaft, 2000–2007

## Auszeichnungen
- Bestes Team Basel 2003
- Number 1 Libero Spielerin der Volleyball National Mannschaft Schweiz
- Impuls-Geberin 2022[1], Europaforum
- Nominee of the who's who women's award 2023, Switzerland